# 마리에타 블라우
마리에타 블라우(Marietta Blau, 1894년 4월 29일 ~ 1970년 1월 27일)는 오스트리아의 물리학자이다. 고에너지 핵입자와 그 현상을 효과적으로 이미지화하고 정확하게 측정할 수 있는 핵 유제(핵 에멀젼, Nuclear Emulsion)를 개발하여 입자물리학 분야를 크게 발전시켰다. 블라우는 이 공로로 오스트리아 과학 아카데미로부터 리벤 상(Lieben Prize)을 수상했다. 유대인이었던 블라우는 1938년 나치 독일이 오스트리아를 합병하자 미국으로 망명하였다. 블라우는 물리학과 화학 부문에서 노벨상 후보에 올랐으나 수상하지는 못했다. 1960년 오스트리아로 귀국하였고, 오스트리아 과학아카데미로부터 에르빈 슈뢰딩거 상을 수상했다.

## 참고 문헌
- 유대인 여성 아카이브